# Константиновка (Кармаскалинский район)
Константиновка (баш. Константиновка) — деревня в Кармаскалинском районе Республики Башкортостан Российской Федерации. Административный центр Николаевского сельсовета. Согласно переписи 2020 года население составляло 1664 человека.

## География

### Географическое положение
Расстояние до:
- районного центра (Кармаскалы): 5 км,
- ближайшей ж/д станции (Карламан): 12 км.

## История
Указом Президиума Верховного Совета Республики Башкортостан от 14 мая 1993 года № 6-2/207 Посёлок Центральной усадьбы совхоза «Карламан» Николаевского сельсовета был переименован в деревню Константиновку.

## Население
| 2002 | 2009  | 2010  |
| ---- | ----- | ----- |
| 1767 | ↘1675 | ↗1691 |

Национальный состав
Согласно переписи 2002 года, преобладающая национальность — русские (59 %).

## Религия
В селе есть православная церковь.